# Hamam Saffarin
Hamam Saffarin je zgodovinski hamam (kopališče) v medini (starem mestu) Fesa v Maroku. Stoji na jugozahodni strani trga Place Seffarine, nasproti medrese Saffarin in južno od mošeje Karauin.

## Zgodovina
Hamam sega v 14. stoletje v obdobje Marinidov. Verjetno je bil prvotno namenjen oskrbi lokalnih bakrorezcev, ki so delali v butikih in delavnicah okoli Place Seffarine. To je eden od mnogih hamamov, ki so preživeli v mestu, deloma zahvaljujoč stalni priljubljenosti hamama v maroški kulturi skozi stoletja in do danes.
Lokalni prebivalci povezujejo ta hamam z grobnicama dveh sufijskih muslimanskih svetnikov, Sidija Tallouka in Sidija Ahmada Skallija, čeprav fizične grobnice niso vidne in natančna povezava med hamamom in svetniki ni jasno določena. Kljub temu se pogosto verjame, da baraka (blagoslov) svetnikov prispeva k očiščenju, ki ga je mogoče doseči v hamamu. Ta priljubljena ali mistična povezava z nekaterimi muslimanskimi svetniki je značilna za številne hamame v Fesu.:250
Hamam je na splošno ohranil svojo tradicionalno postavitev. Pred kratkim so ga obnovili pod nadzorom arhitekta Rachida Halaouija v okviru avstrijskega projekta obnove različnih zgodovinskih hamamov po vsej Sredozemlju.

## Socialna funkcija
Hamam Saffarin in drugi hamami v tradicionalnih maroških urbanih središčih igrajo pomembno družbeno in duhovno vlogo. Domačemu prebivalstvu, predvsem revnejšemu prebivalstvu, so omogočali umivanje ter vzdrževanje splošnega zdravja in čistoče. Tudi danes še vedno služi kot ekonomsko dostopen objekt za revnejše mestne prebivalce. Hamam je bil vključen tudi v druge rituale čistoče in tradicije, povezane s porokami, rojstvom otrok in obrezovanjem. Mladoporočenca prideta v hamam na umivanje in molitev in imata za to rezerviran poseben kotiček, kjer prižgeta sveče. Ženske, ki so rodile, pridejo tudi v hamam na posebno masažo.
Skladno s tem so bili tudi hamami pomembni prostori za ženske, saj so bili ena redkih javnih ustanov, ki jim je zagotavljala samo ženski prostor zunaj doma. (Večina hamamov je imela ločen delovni čas za moške in ženske, medtem ko je bil hamam Saffarin eden redkih, ki je imel ločene prostore za oba.) Ženske so tako tudi ključno prispevale k prenašanju številnih družbenih tradicij, povezanih s hamamom.

## Arhitektura in delovanje
Tako kot pri nekaterih drugih hamamih v mestu je tudi hamam Saffarin  poleg vodnjaka ali naravnega izvira, ki zagotavlja nekaj vode, in je zgrajen na pobočju, kar je olajšalo odvodnjavanje.] Tako kot drugi hamami v mestu stavba ni zelo izrazita na zunanjosti, vendar je prepoznavna s streh po svojih preluknjanih kupolah, ki so značilne za arhitekturo hamama. Od trga Seffarine ga označuje le podkvasto obokan vhod, iz katerega vodi usločen prehod v notranjost.
Postavitev hamama je podobna večini zgodovinskih kopališč v mestu in je bila podedovana po rimskem modelu kopališča. Prva soba, v katero se je vstopilo z ulice, in največja je bila soba za slačenje (mašlah v arabščini ali goulsa v lokalnem maroškem arabskem narečju), enakovredna rimskemu apoditeriju. Soba za slačenje v hamamu Saffarin se je razlikovala po tem, da je bila bolj bogato okrašena kot v večini maroških hamamov. Dvorana je sestavljena iz velikega kvadrata, označenega s štirimi stebri, ki ga pokriva velika visoka kupola, ki je postavljena znotraj velikega kvadrata, katerega vogali pokrivajo štiri manjše veliko kupole. Glavna kupola in oboki dvorane so okrašeni z izrezljanimi motivi štukature, medtem ko so spodnje stene pokrite z zellij ploščicami. Na jugozahodni steni dvorane je stenski vodnjak, okrašen s pisanimi geometrijskimi vzorci v zelliju, pod katerim je vodni bazen. Komora vključuje tudi sedeže in omarice za shranjevanje po obodu. V bližini vhoda je tudi recepcija oziroma miza, kjer lahko obiskovalci plačajo storitve. Obiskovalci so bili na splošno upravičeni do štirih ali petih veder vode in so morali plačati, če so želeli več.
Iz sobe za slačenje so obiskovalci šli v prostor za kopanje/umivanje, ki je bil sestavljen iz treh prostorov. Med zgodovinskimi hamami v Fesu je Hamam Saffarin edinstven, saj ima ločene sobe za moške in ženske. To je omogočilo, da je bil hamam ves dan odprt za oba spola, namesto da bi imel ločen delovni čas za moške in ženske. Tri sobe po vrstnem redu so: hladna soba (el-barrani v lokalnem arabskem narečju), enakovredna frigidariju, srednja soba ali topla soba (el-vasti v arabščini), enakovredna tepidariju, in vroča soba (ad-dakhli v arabščini), enakovreden kaldarij. Vse tri sobe so pokrite z obokanimi strehami. Topli prostori imajo tudi majhne stranske komore ali niše, ki lahko zagotovijo dodatno zasebnost kopalcem. Prehod, ki je vodil iz sobe za slačenje v hladno sobo, je omogočal tudi dostop do stranišč (današnjih stranišč) ob poti.
Hamam je imel dve peči (eno za ženski del in eno za moški del), ki sta bili zaradi učinkovitosti nameščeni na zadnji strani kompleksa takoj za toplimi prostori, vendar na nižji ravni od sosednjih prostorov. Tople in vroče prostore so ogrevali s tradicionalnim hipokavstnim sistemom, tako kot rimske kopališča. Vroč dim iz ognja je šel pod tlemi prostorov in se nato dvignil skozi dimne kanale znotraj sten in do dimnikov. Voda je bila segreta v dveh ogromnih medeninastih kotlih (izdelanih v delavnicah Place Seffarine zunaj), ki sta bila postavljena nad ogenj. Segreto vodo so nato prenašali in zlivali v veliko vodno posodo (imenovano burma) sredi vroče sobe. Iz tega bazena so tudi vodo nosili v vedrih v toplo sobo. Peči zahtevajo stalno gorivo, zato morajo biti v njih zaposleni delavci ves čas delovanja hamama. Gorivo, ki so ga prevažali neposredno v hamam na hrbtih oslov, je bilo zagotovljeno iz lesa, pa tudi z recikliranjem odpadnih stranskih proizvodov drugih industrij v mestu, kot so lesni oblanci iz mizarskih delavnic in oljčne koščice iz bližnjih stiskalnic za oljke. Ta tradicionalni sistem se je uporabljal vse do 21. stoletja.